# РССК Юнайтед
Футбольний клуб «Роял Свазіленд Шугар Корпорейшн Юнайтед» або просто РССК Юнайтед (англ. Royal Swaziland Sugar Corporation United Football Club) — свазілендський футбольний клуб, який базувався у місті Мхлуме.

## Історія
Клуб утворився в 2005 році шляхом злиття двох команд, «Мхлуме Юнайтед» та ФК «Симун'є». Команда комплектується з молодих футболістів округу Лубомбо. В сезоні 2012/13 років клуб виграв Перший дивізіон чемпіонату Свазіленду, в якому виступав до завершення сезону 2014/15 років, коли посів останнє 12-те місце та вилетів до Першого дивізіону національного чемпіонату.

## Досягнення
- Перший дивізіон чемпіонату Свазіленду з футболу:
  -  Чемпіон (1): 2012/13
  -  Бронзовий призер (2): 2007/08, 2008/09